# Леппин, Хельмут
Хельмут Рудольф Леппин (нем. Helmut Rudolf Leppien, 8 сентября 1933, Хомбург, Саар — 23 октября 2007, Гамбург) — немецкий искусствовед, историк искусства и куратор музея.

## Жизнь
Изучив историю искусства в Бонне, Мюнхене и Тюбингене и получив докторскую степень по скульптуре кватроченто в Неаполе, Леппин начал стажировку в музее Вальрафа-Рихарца в Кёльне в 1960 году. Его особый подход, который сочетал в себе внимание к современному искусству с особым чувством к старым формам искусства, которые были отфильтрованы современными вкусами, был очевиден уже при его значительном участии в юбилейной выставке кёльнской выставки Sonderbund (проводится с 1912 года).
Каталог гравюр Макса Эрнста — одно из важнейших научных достижений Леппина.
После работы в Гамбургской галерее искусств, Леппин возглавил Кёльнскую галерею искусств, которое он покинул в 1970 году, чтобы стать директором Ганноверского художественного объединения. И в Кёльне, и в Ганновере он организовывал выставки, которые следовали расширенной концепции искусства, а также включали музыку, фильмы, перформанс и формы политического действия.
В 1975 году перешёл в Гамбургскую галерею искусств в качестве заместителя директора и главного хранителя картинной галереи. На данных должностях продержался до выхода на пенсию в 2000 году.
Одной из самых важных его выставок была «Сломанная голова» к 100-летию со дня рождения Пабло Пикассо в 1981 году. Леппин одним из первых открыл художественный музей для современного искусства (Йозеф Бойс, Яннис Кунеллис, Илья Кабаков и другие). Но, как археолог, он также вернул то, что было забыто, например, Фонд фрайхера Й. Х. фон Шрёдера, обширную коллекцию салонного искусства XIX века, которая была потеряна на протяжении десятилетий. Его музейная работа была основана на осознании того, что то, как мы обращаемся с прошлым, формирует будущее.

## Публикации
- Сейчас. Искусство в Германии сегодня. Каталог выставки. Кунстхалле Кельн 1970.
- с Христосом М. Иоахимидом: Искусство в политической борьбе. Запрос, претензия, реальность. Каталог выставки. Художественное объединение Ганновера.
- Искусство после реальности. Новый реализм в Америке и Европе. Каталог выставки. Kunstverein Hannover 1973/1974.
- с Йоахимом Хойзингером фон Вальдеггом (аранжировка): Рихард Лукш, Елена Лукш-Маковская. Кристиане, Гамбург, 1979, ISBN 3-7672-0624-2.
- В Лондоне собирают гамбургер. Фонд фрайхера Й. Х. фон Шрёдера 1910. Каталог выставки. Гамбургер Кунстхалле 1984.
- Искусство в жизнь. Работа Альфреда Лихтварка для Кунстхалле и Гамбурга с 1886 по 1914 год. Каталог выставки. Гамбургер Кунстхалле 1987.
- с Дорте Збиковски: Искусство в остракизме — пожертвование Эмми Рубен в 1948 году. Каталог выставки. Hamburger Kunsthalle 1998, ISBN 3-87909-597-3.
- Карл Клут в день своего 100-летия. Живопись 1923—1970 гг. Каталог выставки. Гамбургер Кунстхалле и другие 1998, ISBN 3-87909-594-9.
- Ян де Верига-Высочанский. Каталог выставки. Гамбург 2000.
- В свете Каспара Давида Фридриха. Ранняя живопись под открытым небом в Дании и Северной Германии. Каталог выставки. Гамбургер Кунстхалле и другие 2000 г.
- Макс Эрнст — Каталог произведений. Том 1: Графические работы. Кельн 1975, ISBN 3-7701-0606-7. Перепечатано примерно в 2004 г., ISBN 978-3-8321-7428-6.